# Vlag van Harderwijk

Vlag van de gemeente Harderwijk

De vlag van Harderwijk is op 30 juni 1966 vastgesteld als de gemeentelijke vlag van de Gelderse gemeente Harderwijk. De beschrijving van de vlag luidt als volgt:
Zes even hoge liggende banen in de kleuren Hanze-geel en Nassau-blauw. De middelste banen grijpen in elkaar in de vorm van 6 kantelen.
De kleuren is een verwijzing naar het verleden van Harderwijk. Het geel staat voor het Hanzeverbond en het blauwe voor het band met het huis van Nassau. De gekanteelde middelste banen is een verwijzing naar het vestingsverleden. Het aantal banen verwijst naar het aantal studierichtingen die gevolgd konden worden aan de universiteit van Harderwijk in de 17e tot en met de 19e eeuw. Het ontwerp was van de Stichting voor Banistiek en Heraldiek.

## Eerdere vlag

Oude vlag van Harderwijk (niet-officieel)

Sierksma beschrijft in 1962 een niet-officiële vlag als volgt: 
Twee evenhoge banen van geel en blauw.
De kleuren zijn ontleend aan het gemeentewapen.

### Verwante afbeeldingen

Wapen van Harderwijk

Aalten ·
Apeldoorn ·
Arnhem ·
Barneveld ·
Berg en Dal ·
Berkelland ·
Beuningen ·
Bronckhorst ·
Brummen ·
Buren ·
Culemborg ·
Doesburg ·
Doetinchem ·
Druten ·
Duiven ·
Ede ·
Elburg ·
Epe ·
Ermelo ·
Harderwijk ·
Hattem ·
Heerde ·
Heumen ·
Lingewaard ·
Lochem ·
Maasdriel ·
Montferland ·
Neder-Betuwe ·
Nijkerk ·
Nijmegen ·
Nunspeet ·
Oldebroek ·
Oost Gelre ·
Oude IJsselstreek ·
Overbetuwe ·
Putten ·
Renkum ·
Rheden ·
Rozendaal ·
Scherpenzeel ·
Tiel ·
Voorst ·
Wageningen ·
West Betuwe ·
West Maas en Waal ·
Westervoort ·
Wijchen ·
Winterswijk ·
Zaltbommel ·
Zevenaar ·
Zutphen